# اچ‌ام‌اس ویموث (۱۷۵۲)
اچ‌ام‌اس ویموث (۱۷۵۲) (به انگلیسی: HMS Weymouth (1752)) یک کشتی بود که طول آن ۱۵۰ فوت (۴۵٫۷ متر) بود. این کشتی در سال ۱۷۵۲ ساخته شد.